# Karl Kleine
Karl Kleine (* 12. November 1869 in Oesdorf; † 19. November 1938 in Bad Pyrmont) war ein deutscher Zigarrenhändler und Politiker (SPD).
Kleine war der Sohn des Zimmermanns Friedrich Kleine und dessen Ehefrau Friederike, geborene Schnare. Er heiratete am 26. Dezember 1908 in Holzhausen Louise Wilhelmine Charlotte Plöger. Kleine lebte als Zigarrenhändler in Holzhausen. Von 1911 bis 1914 war er Vorsitzender des Gewerkschaftskartells in Holzhausen. Von 1919 bis 1922 war er für die SPD Abgeordneter in der Verfassungsgebenden Waldeck-Pyrmonter Landesvertretung.